# Annette Edmondson
Annette Edmondson (ur. 12 grudnia 1991 w Adelaide) – australijska kolarka torowa i szosowa, brązowa medalistka olimpijska i wielokrotna medalistka torowych mistrzostw świata, a także dwukrotna medalistka szosowych mistrzostw świata.

## Kariera
Pierwszy sukces osiągnęła w 2007 roku, kiedy na kolarskich mistrzostwach Oceanii zdobyła w kategorii juniorów złote medale w sprincie indywidualnym, sprincie drużynowym i scratchu. Rok później wywalczyła srebrny medal mistrzostw świata juniorów w sprincie. W 2011 roku została mistrzynią kraju w omnium i scratchu. W 2012 roku wzięła udział w mistrzostwach świata w Melbourne, gdzie w omnium uległa tylko Brytyjce Laurze Trott. Na tych samych mistrzostwach wspólnie z Melissą Hoskins i Josephine Tomic zdobyła kolejny srebrny medal, tym razem w wyścigu drużynowym na dochodzenie. W 2012 roku została także wicemistrzynią kraju w kategorii U-23 w kolarstwie szosowym, a w kategorii seniorów była trzecia. W tym samym roku wystąpiła na igrzyskach olimpijskich w Londynie, gdzie reprezentacja Australii zajęła czwartą pozycję w drużynowym wyścigu na dochodzenie, a indywidualnie zdobyła brązowy medal w omnium, plasując się za Amerykanką Sarą Hammer oraz Laurą Trott. Kolejne trzy medale zdobyła podczas rozgrywanych w 2013 roku torowych mistrzostwach świata w Mińsku. Razem z Melissą Hoskins i Amy Cure ponownie była druga w drużynowym wyścigu na dochodzenie, a indywidualnie była trzecia za Sarą Hammer i Amy Cure. Ponadto zajęła także trzecie miejsce w omnium, ulegając tylko Hammer Laurze Trott. W 2013 roku zdobyła także w barwach teamu Orica-AIS brązowy medal w drużynowej jeździe na czas podczas szosowych mistrzostw świata we Florencji. Wspólnie z Amy Cure, Melissą Hoskins i Isabellą King zdobyła brązowy medal w drużynowej jeździe na czas na torowych mistrzostwach świata w Cali w 2014 roku. Na tych samych mistrzostwach była też trzecia w omnium, ulegając jedynie Amerykance Sarze Hammer i Brytyjce Laurze Trott.
Jej młodszy brat – Alexander Edmondson również jest kolarzem.